# Anomalies acquises de l'intestin grêle
Vous pouvez aider à l'améliorer ou bien discuter des problèmes sur sa page de discussion.
- Il contient une ou plusieurs listes. Le texte gagnerait à être rédigé sous la forme d’un ou plusieurs paragraphes synthétiques, afin d’être plus agréable à lire. (Marqué depuis janvier 2020)

Cet article liste les différentes anomalies acquises de l'intestin grêle, soit les différents problèmes physiologiques ou malformations innés de l'intestin grêle.

## Anomalies de forme et de calibre du duodénum
- hyperplasie des glandes de Brünner
- mégaduodénum
- Pince mésentérique

## Diverticules
- du duodénum
- du grêle

## Occlusionsdu grêle
- iléus
- mécaniques
- pseudo-obstruction chronique

## Troubles circulatoires de l'intestin grêle
- angor intestinal
- infarctus intestinal
- vascularites
  - artérites gigantocellulaires
    - maladie de Horton
    - maladie de Takayashu

  - cryoglobulinémie mixte essentielle IgG-IgM
  - dermatomyosite
  - granulomatose de Churg-Strauss
  - granulomatose de Wegener
  - ingestion de chlorure de potassium
  - lupus érythémateux disséminé
  - maladie de Behçet
  - maladie de Degos et Goldmeyer
  - périartérite noueuse
  - polyarthrite rhumatoïde
  - purpura rhumatoïde
  - thrombo-angéite de Burger
- hématomes intramuraux
- fistules aorto-entériques
- By-pass gastrique